# Proporidae
Famille
Genre
Synonymes
- Archiproporus An der Lan, 1936
- Schizoprora Schmidt, 1852

Proporus est un genre de vers marins de l'embranchement des Acoela, le seul de la famille des Proporidae. 

## Liste desespèces
Selon WRMS
- Proporus bermudensis Hooge & Tyler, 2002
- Proporus brochi Westblad, 1946
- Proporus carolinensis Hooge & Smith, 2004
- Proporus lonchitis Dörjes, 1971
- Proporus minimus (An Der Lan, 1936)
- Proporus venenosus (Schmidt, 1852)

## Référence
- (de) Schmidt, 1848 : Neue Beitrage zur Naturgeschichte der Würmer, gesammelt auf einer Reise nach den Färör in Frühjahr 1848. Friedrich Mauke, Jena, p. 44.
- (de) Graff, 1882 : Monographie der Turbellarien I. Rhabdocoelida. Verlag Wilhelm Engelmann, Leipzig, pp. 1-442.